# Ilha de San Domino
A Ilha de San Domino é uma ilha da Itália que pertence ao arquipélago de Tremiti (ou Diomedee) no mar Adriático, com população não especificada entre os 496 habitantes das Ilhas Tremiti. Está  sob a jurisdição da província de Foggia, Puglia.
Ocupa uma área de 208 ha, comprimento de 2,6 km, largura de 1,7 km, extensão litorânea de 9,7 km. O ponto culminante é de 116 metros acima do nível do mar. Está a 450 metros de San Nicola, 1,45 km de Caprara e 200 metros de Cretaccio .

## Geografia

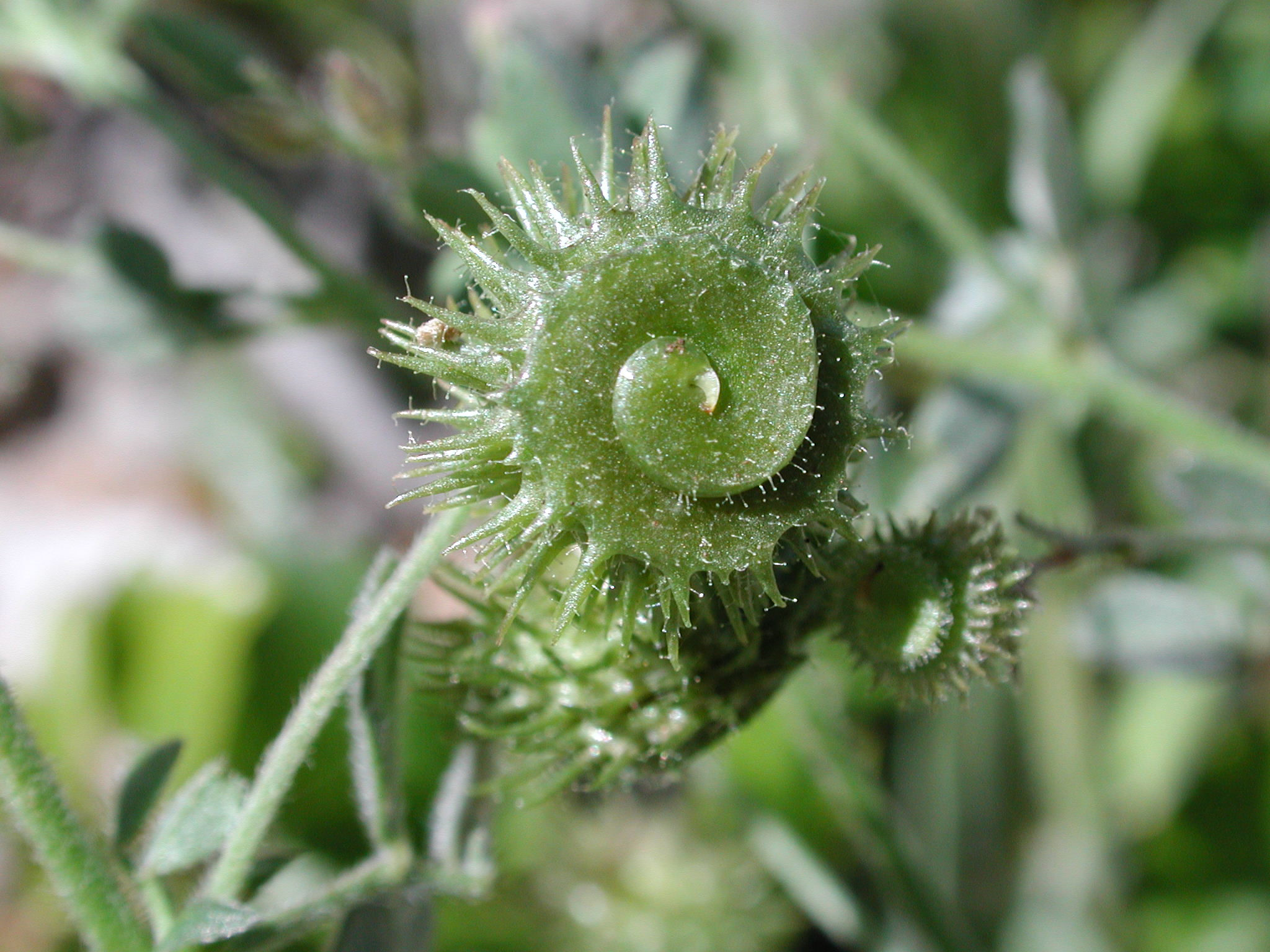
Medicago disciformis.

Das três principais ilhas, San Domino é a mais rica em vegetação. As águas são cristalinas e em termos de paisagem e natureza, é a mais bonita e atraente das ilhas. Está parcialmente coberta por uma floresta de pinheiros composta quase exclusivamente de Pinheiros-de-alepo, que se estendem até as rochas com vista para o mar.
A vegetação é rasteira e exuberante, composta de espécies típicas do Mediterrâneo como alecrim, juniperus, pistacia lentiscus, murta e phillyrea. Também estão presentes culturas de videiras e oliveiras.

### Enseadas
- Enseada das areias ou Cala delle Arene: De pequeno tamanho, é a única praia de areia no arquipélago de Tremiti. Com vista para a praia encontra-se a Caverna do Areial, com 10 metros de comprimento e 2 metros de largura.[3]
- Enseada dos Ingleses ou Cala degli Inglesi: Como Cala Matano, consiste em uma grande baía com as rochas inclinadas para o mar. É precedida pela rochosa Enseada dos Beneditinos.[3]
- Enseada Matano ou Cala Matano: É uma bela baía natural, cujo nome é uma homenagem a Duquesa de Matano.[3]
- Enseada Tamariello ou Cala Tamariello: Dá acesso direto ao mar e também onde é possível pequenas embarcações atracarem.[3]
- Enseada Redonda ou Cala Tonda: Vale a pena conhecer porque forma um lago pitoresco.[3]

### Grutas
- Gruta das Andorinhas ou Grotta delle Rondinelle: É assim chamada porque andorinhas fazem seus ninhos na Primavera. O interior da gruta tem dois grandes pilares erigidos pela natureza. No verão, os raios de sol penetram com certa dificuldade entre as fendas. A luz na água forma uma variedade fantástica de cores.
- Gruta do Boi Marinho ou Grotta del Bue Marino: Uma das mais belas da ilha, assim chamada porque em tempos passados, viviam focas. Tem uma distância de 70 metros e de 6 a 14 pés de profundidade, formando uma pequena e bela praia. Está situada no sopé do Penhasco dos Falcões, falésias que segundo uma lenda, falcões peregrinos e raros cantavam o lamento dos soldados pela morte do herói Diomedes. É possível admirar em seu interior, o fenômeno impressionante da luz solar.
- Gruta das violetas ou Grotta delle viole: É uma das mais interessantes no lado sul da ilha. Uma das teorias quanto ao nome, é porque existem muitas flores silvestres dentro dela. Outra teoria é que a denominação vem das algas calcárias de cor vermelho púrpuro, que cobrem as paredes submersas.
- Gruta e Caverna do Sal ou Scoglio e Grotta del Sale: Sob esta caverna e gruta homônima, é recolhida uma grande quantidade de sal branco.

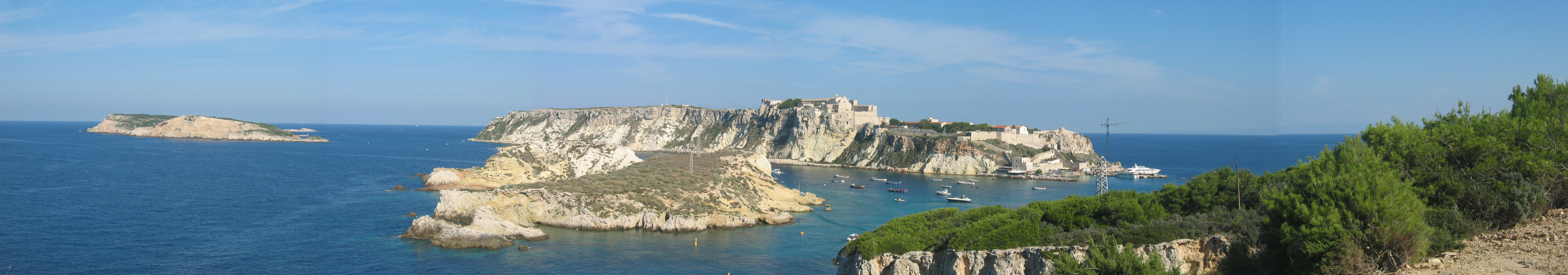
Visual da Ilha de San Domino.

### Costa
- Architiello ou Architello, Punta del Diavolo, Pagliai, Scoglio dell'Elefante, Punta del Diamante: circunavegando a ilha em um pequeno barco, pode-se admirar uma coleção única de obras-primas da natureza, incluindo belas falésias, cavernas e inúmeros arcos rochosos naturais.[4]

### Clima
O clima da ilha é tipicamente mediterrâneo, como as outras ilhas que compõe o arquipélago de Tremiti.

## História

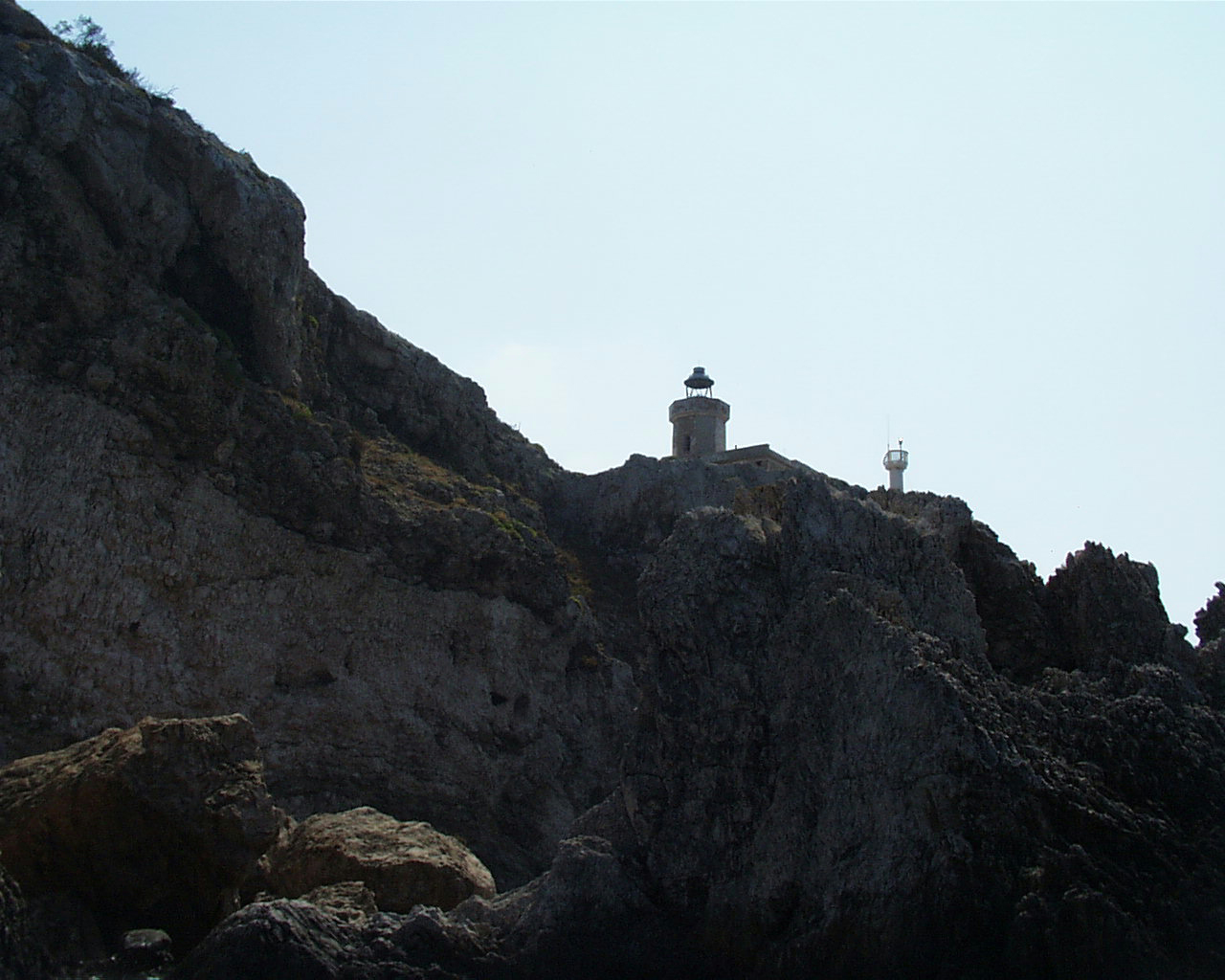
O farol de San Domino.

San Domino é a ilha do arquipélago que detecta os mais antigos vestígios de presença humana.
No distrito de Prato Don Michele, foram encontrados restos de um vilarejo  do período neolítico (VII milênio a.C. ), caracterizado por cerâmicas gravadas, esculpidas e polidas.Mais fragmentos de cerâmicas foram descobertas na direção da baía Tramontana e baía dos Ingleses, em outro vilarejo também do neolítico (IV milênio a.C.).
Na área havia fósseis sepulcrais, apontados como sendo entre o período neolítico médio ao neolítico superior.
Antigamente era chamada de "Trematis". Passou a ser chamada de San Domino, porque existia uma igreja com o nome do bispo e mártir com o mesmo nome.
Acredita-se que os primeiros registros monásticos de beneditinos foram nesta ilha.
Mais tarde, após o ano mil, foi iniciada a construção do mosteiro na vizinha ilha de San Nicola. Mesmo após a transferência da comunidade monástica, San Domino é a herança da cisterna dos Beneditinos. Estas são evidências claras da presença na ilha da Ordem cassinese.
No final do século XV, a ilha foi deixada pelos cistercienses, sucedida ao comando do mosteiro na ilha de San Nicola aos beneditinos .
Durante este período, no ponto mais alto da colina, morava um senhor chamado Pietro Colono e por esta razão, a colina foi rebatizada como colina Eremita . Pietro Colono é recebido mais tarde como um oblato na pequena comunidade dos Cônegos Regulares Lateranenses liderados por Lion da Carrara, que sob pressão apostólica, foi transferido em 1412  para a  ilha de São Nicola, por ordem de Gregório XII para reconstruir o antigo centro religioso, abandonado após o massacre realizado pelo corsário dálmata Almogavaro, quem  colocou um fim à presença cisterciense no arquipélago .
A comunidade lateranense tomou o controle, tornando o local um oásis de paz e descanso para a alma.
A ilha foi elogiada pela pureza do ar e abundância de vegetação, com muitas oliveiras e vinhedos. Em 1870, o mosteiro foi abolido e a ilha novamente abandonada.
Nas primeiras décadas do Reino de Itália foi re-estabelecida uma colônia penal e fechada em 1926.
O farol de San Domino foi danificado por um ataque líbio, quando o ditador Muammar al-Gaddafi reivindicou as ilhas como pertencendo ao seu terrítorio.

## Sociedade
San Domino é a maior das ilhas, com melhor infra estrutura turística e certamente a mais bela em paisagens. A população fala um dialeto muito similar ao napolitano, o dialeto ischitano.
Como chegar: saídas de Vieste, Peschici, Rodi Garganico e Manfredonia em balsas, barcos, lanchas, hidrofólios ou helicópteros que saem de Foggia.

## Galeria de fotos

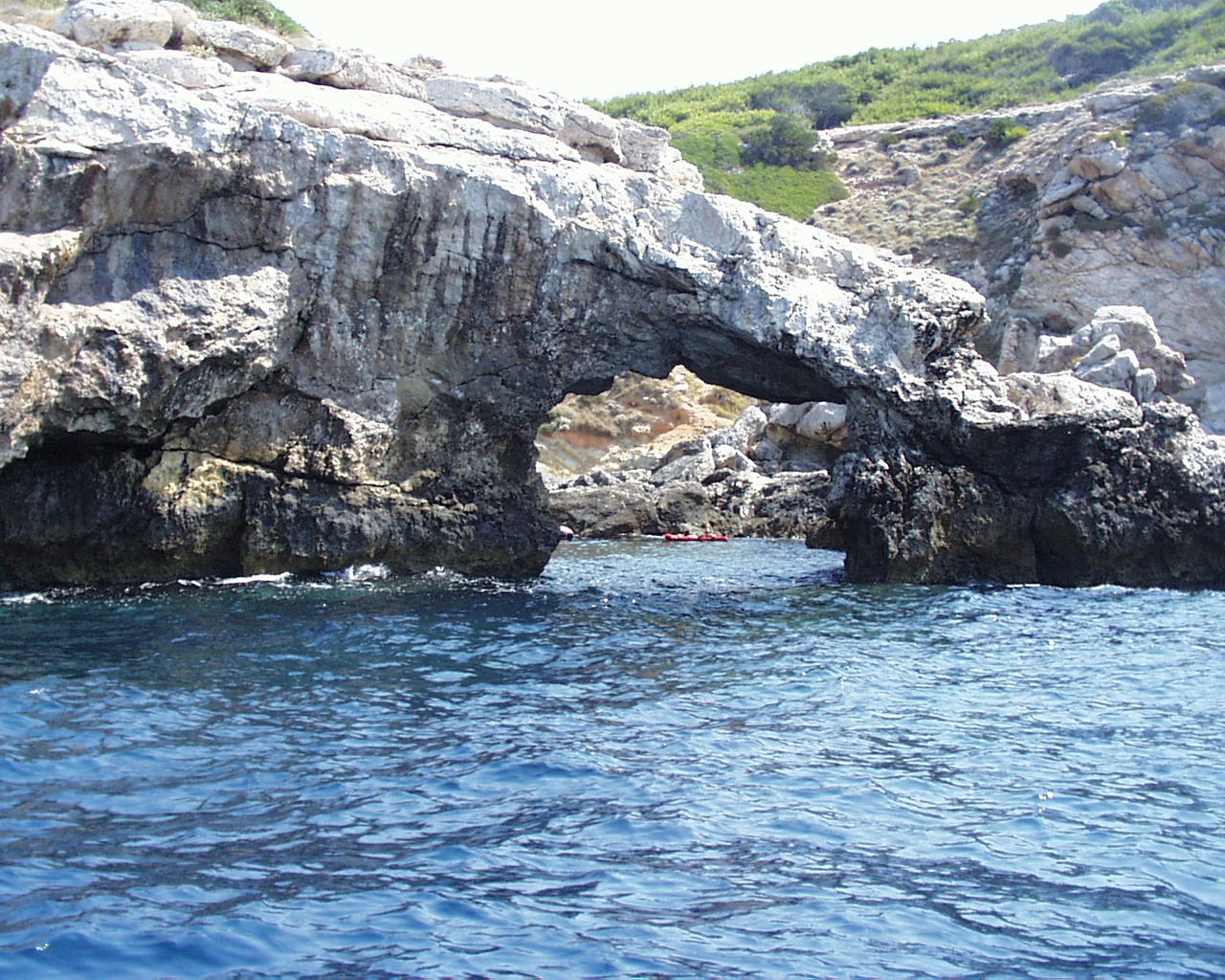
Architello de San Domino.
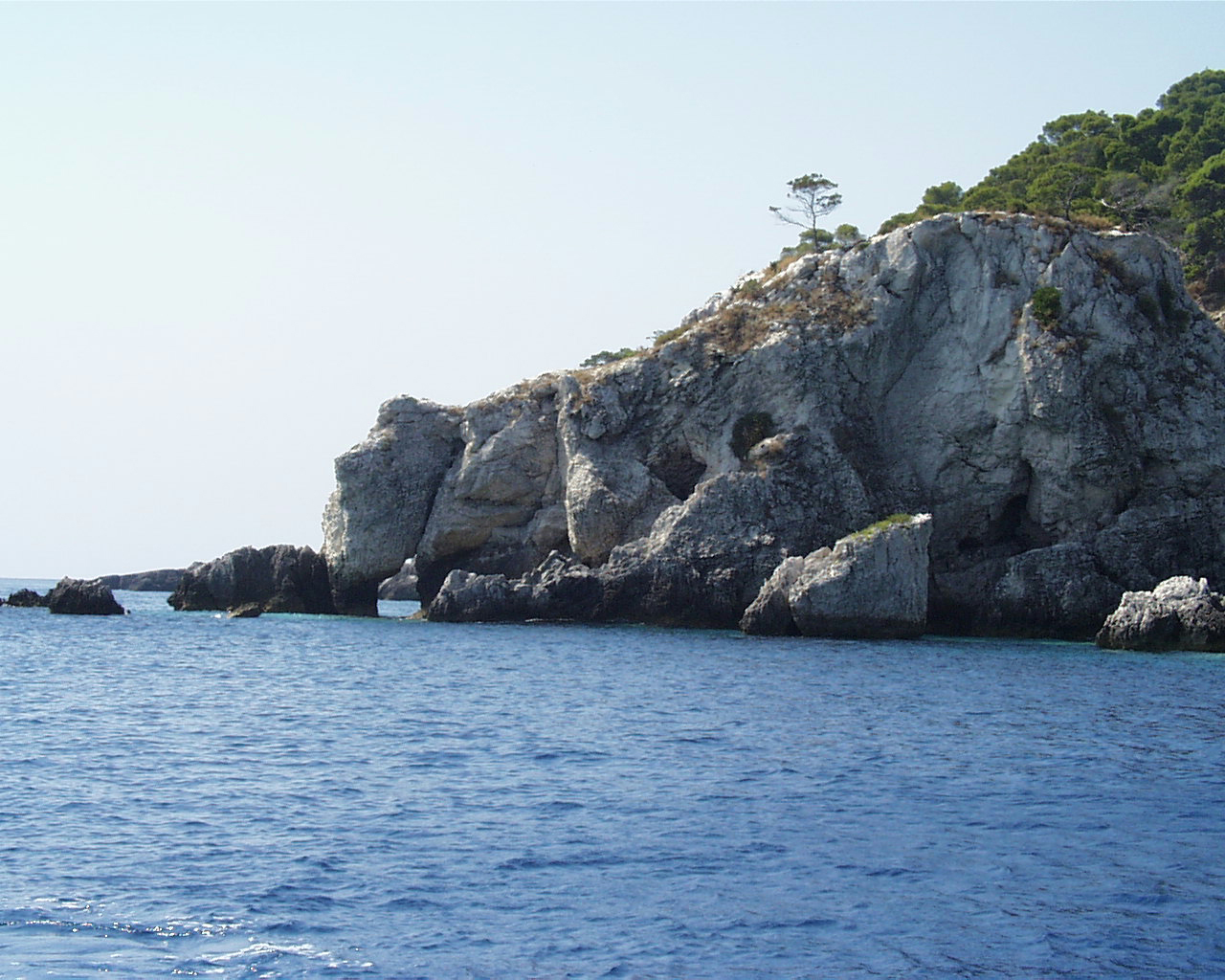
O "elefante em pedra".